# Spirit Lake (Idaho)
Pour les articles homonymes, voir Spirit Lake (homonymie).
Spirit Lake est une ville américaine située dans le comté de Kootenai en Idaho.
La ville est fondée en 1907 et ouverte aux promoteurs immobiliers trois ans plus tard. Elle est nommée en référence au lac voisin de Spirit Lake (« lac des esprits »). Selon la légende, celui-ci doit son nom au suicide d'une jeune Kootenay, contrainte à un mariage forcé, et de son amant depuis une falaise bordant le lac.
Selon le recensement de 2010, Spirit Lake compte 1 945 habitants. La population augmente fortement l'été, allant jusqu'à tripler. La municipalité s'étend sur 2,29 milles carrés (5,93 km2).